# Liste der Kulturdenkmale in Meißen (rechtselbisch)

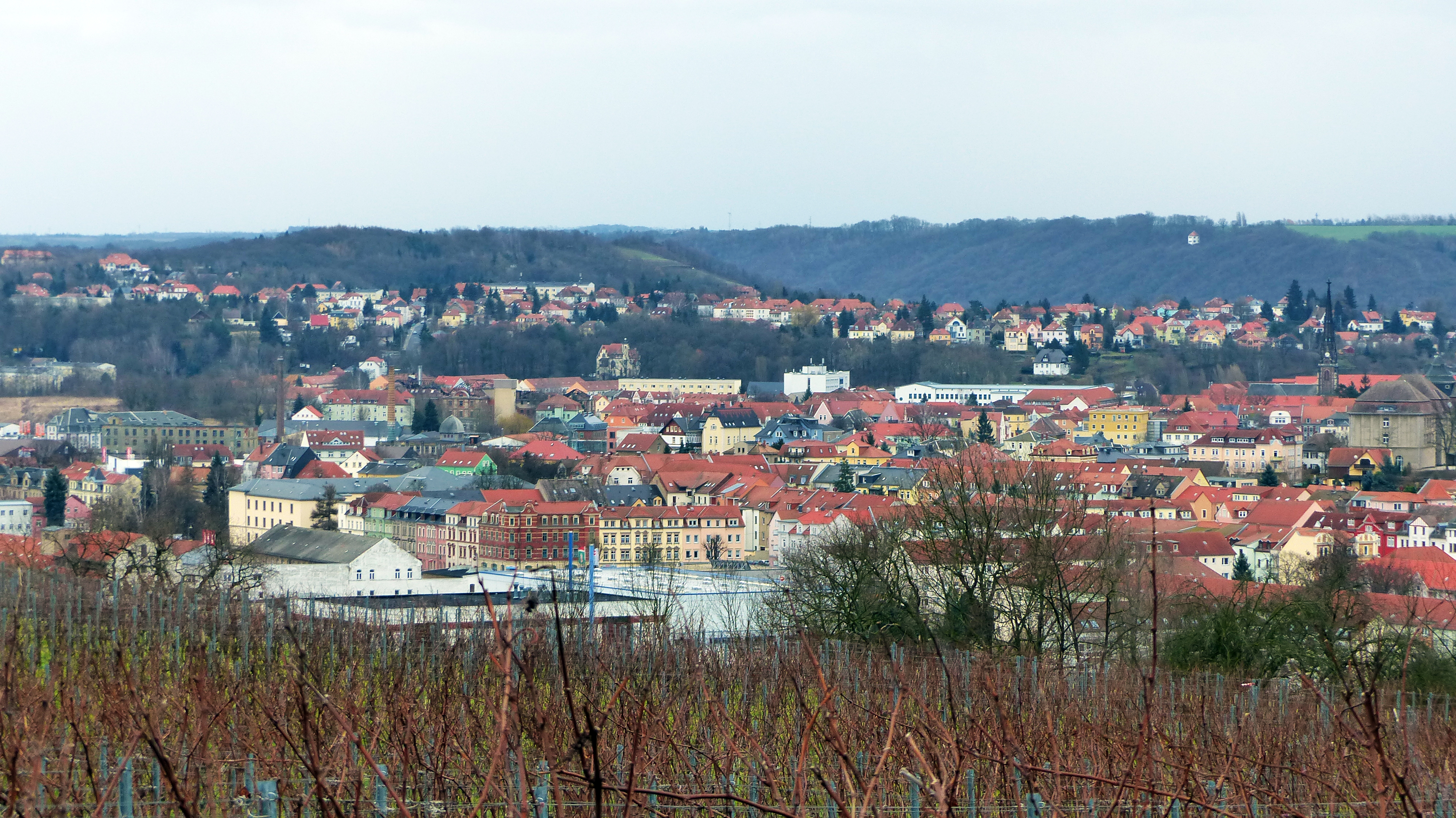
Blick südwärts von Proschwitz aus auf die rechtselbischen Stadtteile von Meißen Richtung Spaargebirge

In der Liste der Kulturdenkmale in Meißen (rechtselbisch) sind die am rechten Ufer der Elbe gelegenen Kulturdenkmale der Stadt Meißen verzeichnet (ohne archäologische Kulturdenkmale). Die Anmerkungen sind zu beachten.
Diese Aufzählung ist eine Teilmenge der Liste der Kulturdenkmale in Meißen.
Die linkselbisch gelegenen Kulturdenkmale sind in der Liste der Kulturdenkmale in Meißen (linkselbisch) verzeichnet.

## Liste der Kulturdenkmale in Meißen (rechtselbisch)
Die Liste ist nach den rechtselbisch gelegenen Gemarkungen von Meißen unterteilt.

### Bohnitzsch
| Bild           | Bezeichnung | Lage                                                          | Datierung | Beschreibung | ID       |
| -------------- | --- | ------------------------------------------------------------- | --- | --- | -------- |
| Weitere Bilder | Kinderheim Wilhelmshof (vermutlich ehemaliges Herrenhaus eines Gutes) | Berghausstraße 3 (Karte)                                      | Nach 1800, Umbau 1920er Jahre                                                                                           | Baugeschichtlich und ortsgeschichtlich von Bedeutung | 09266372 |
| Weitere Bilder | Wohnstallhaus eines Dreiseithofes | Bohnitzscher Straße 17, 17a, 17b, 17d (Karte)                 | Bezeichnet mit 1886 (Nummer 17)                                                                                         | Sozialgeschichtlich und baugeschichtlich von Bedeutung, einer der größten, ortsbildprägenden Höfe von Meißen-Bohnitzsch, im Giebel Palladiomotiv                    | 09265226 |
| Weitere Bilder | Bauernhaus | Bohnitzscher Straße 23 (Karte)                                | 1. Hälfte 19. Jahrhundert                                                                                               | Sozialgeschichtlich und baugeschichtlich von Bedeutung, ein Fachwerkbau                                                                                             | 09265251 |
| Weitere Bilder | Wohnstallhaus als Hakenhof (Nr. 27) und Scheune (Nr. 27a) | Bohnitzscher Straße 27, 27a (Karte)                           | 1. Hälfte 19. Jahrhundert (Scheune); bezeichnet mit 1933, im Kern älter, nach 1. Hälfte 19. Jahrhundert (Wohnstallhaus) | Sozialgeschichtlich und baugeschichtlich von Bedeutung (Obergeschoss teilweise Fachwerk), geprägt von einem Umbau 1933 im Heimatstil                                | 09266267 |
| Weitere Bilder | Wohnhauszeile einer Siedlung (GEWOG-Siedlung, Jahrtausendsiedlung Meißen) mit Hecken als Einfriedung der Vorgärten und umgebender gärtnerisch gestalteter Freifläche, bildet eine Einheit mit den Häusern Großenhainer Straße 139–141 | Dieraer Weg 1, 3, 5 (Karte)                                   | 1929–1932 | Städtebaulich, künstlerisch und baugeschichtlich von Bedeutung, Bauhausstil, eine der seltenen Bauten der klassischen Moderne in Meißen (Architekt: Hans Waloschek) | 09265234 |
| Weitere Bilder | Wohnhauszeile einer Siedlung (GEWOG-Siedlung, Jahrtausendsiedlung Meißen) mit Hecken als Einfriedung der Vorgärten und umgebender gärtnerisch gestalteter Freifläche (Gartendenkmal)                                                  | Großenhainer Straße 125, 127, 129, 131, 133, 135, 137 (Karte) | 1929–1932 | Städtebaulich, künstlerisch und baugeschichtlich von Bedeutung, Bauhausstil, eine der seltenen Bauten der klassischen Moderne in Meißen (Architekt: Hans Waloschek) | 09265235 |
| Weitere Bilder | Wohnhauszeile einer Siedlung (GEWOG-Siedlung, Jahrtausendsiedlung Meißen) mit Hecken als Einfriedung der Vorgärten und umgebender gärtnerisch gestalteter Freifläche, bildet eine Einheit mit den Häusern Dieraer Weg 1–5             | Großenhainer Straße 139 (Karte)                               | 1929–1932 | Städtebaulich, künstlerisch und baugeschichtlich von Bedeutung, Bauhausstil, eine der seltenen Bauten der klassischen Moderne in Meißen (Architekt: Hans Waloschek) | 09266316 |
| Weitere Bilder | Wohnhaus einer Siedlung, mit Einfriedung | Hohe Wiese 2 (Karte)                                          | Um 1936/1938 | Ein Bau im Heimatstil der 1930er Jahre, baugeschichtlich von Bedeutung                                                                                              | 09265249 |
| Weitere Bilder | Wohnhaus einer Siedlung, mit Einfriedung | Hohe Wiese 4 (Karte)                                          | Um 1936/1938 | Ein Bau im Heimatstil der 1930er Jahre, baugeschichtlich von Bedeutung                                                                                              | 09265246 |
| Weitere Bilder | Mehrfamilienhaus einer Siedlung (GEWOG-Siedlung, Jahrtausendsiedlung Meißen) mit Hecken als Einfriedung der Vorgärten und umgebender gärtnerisch gestalteter Freifläche (Gartendenkmal)                                               | Tzschuckestraße 2 (Karte)                                     | 1929–1932 | Städtebaulich, künstlerisch und baugeschichtlich von Bedeutung, Bauhausstil, eine der seltenen Bauten der klassischen Moderne in Meißen (Architekt: Hans Waloschek) | 09265228 |
| Weitere Bilder | Mehrfamilienhaus einer Siedlung (GEWOG-Siedlung, Jahrtausendsiedlung Meißen) mit Hecken als Einfriedung der Vorgärten und umgebender gärtnerisch gestalteter Freifläche (Gartendenkmal)                                               | Tzschuckestraße 4 (Karte)                                     | 1929–1932 | Städtebaulich, künstlerisch und baugeschichtlich von Bedeutung, Bauhausstil, eine der seltenen Bauten der klassischen Moderne in Meißen (Architekt: Hans Waloschek) | 09266302 |
| Weitere Bilder | Mehrfamilienhaus einer Siedlung (GEWOG-Siedlung, Jahrtausendsiedlung Meißen) mit Hecken als Einfriedung der Vorgärten und umgebender gärtnerisch gestalteter Freifläche (Gartendenkmal)                                               | Tzschuckestraße 6 (Karte)                                     | 1929–1932 | Städtebaulich, künstlerisch und baugeschichtlich von Bedeutung, Bauhausstil, eine der seltenen Bauten der klassischen Moderne in Meißen (Architekt: Hans Waloschek) | 09266303 |
| Weitere Bilder | Mehrfamilienhaus einer Siedlung (GEWOG-Siedlung, Jahrtausendsiedlung Meißen) mit Hecken als Einfriedung der Vorgärten und umgebender gärtnerisch gestalteter Freifläche (Gartendenkmal)                                               | Tzschuckestraße 8 (Karte)                                     | 1929–1932 | Städtebaulich, künstlerisch und baugeschichtlich von Bedeutung, Bauhausstil, eine der seltenen Bauten der klassischen Moderne in Meißen (Architekt: Hans Waloschek) | 09266304 |
| Weitere Bilder | Mehrfamilienhaus einer Siedlung (GEWOG-Siedlung, Jahrtausendsiedlung Meißen) mit Hecken als Einfriedung der Vorgärten und umgebender gärtnerisch gestalteter Freifläche (Gartendenkmal)                                               | Tzschuckestraße 10 (Karte)                                    | 1929–1932 | Städtebaulich, künstlerisch und baugeschichtlich von Bedeutung, Bauhausstil, eine der seltenen Bauten der klassischen Moderne in Meißen (Architekt: Hans Waloschek) | 09266305 |
| Weitere Bilder | Mehrfamilienhaus einer Siedlung (GEWOG-Siedlung, Jahrtausendsiedlung Meißen) mit Hecken als Einfriedung der Vorgärten und umgebender gärtnerisch gestalteter Freifläche (Gartendenkmal)                                               | Tzschuckestraße 12 (Karte)                                    | 1929–1932 | Städtebaulich, künstlerisch und baugeschichtlich von Bedeutung, Bauhausstil, eine der seltenen Bauten der klassischen Moderne in Meißen (Architekt: Hans Waloschek) | 09266306 |

### Cölln
| Bild                                    | Bezeichnung | Lage                                            | Datierung | Beschreibung | ID       |
| --------------------------------------- | --- | ----------------------------------------------- | --- | --- | -------- |
| Weitere Bilder                          | Eisenbahnbrücke über die Elbe | (Flurstück 832/2) (Karte)                       | 1866–1868 (Pfeiler), 1925–1926 (Eisenbahnbrücke) | Landschaftsgestaltende Stahlfachwerkbrücke des beginnenden 20. Jahrhunderts mit fünf Naturpfeilern des Vorgängerbauwerks von 1866/68 an der Bahnstrecke Borsdorf–Coswig (6386, sä. BC) am km 95,010, saniert und umgebaut, technikgeschichtlich, verkehrsgeschichtlich und baugeschichtlich von Bedeutung | 09266317 |
| Direkt Bild zu diesem Denkmal hochladen | Mietshaus in offener Bebauung | Berglehne 1 (Karte)                             | Um 1890 | Baugeschichtlich von Bedeutung | 09265890 |
| Direkt Bild zu diesem Denkmal hochladen | Mietshaus in halboffener Bebauung und Ecklage (Doppelmietshaus mit Dresdner Straße 41) | Bergstraße 1 (Karte)                            | Um 1890 | Städtebaulich und baugeschichtlich von Bedeutung, ein Gründerzeitbau, Putzfassade mit Klinkergliederung, Ladeneinbau, Eckerker in mehrfarbigem Klinker | 09265271 |
| Direkt Bild zu diesem Denkmal hochladen | Wohnhaus in offener Bebauung | Bergstraße 2 (Karte)                            | Um 1920 | Baugeschichtlich von Bedeutung, ein Bau im Stil der gemäßigten Moderne | 09266112 |
| Direkt Bild zu diesem Denkmal hochladen | Mietshaus mit Einfriedung | Bergstraße 5 (Karte)                            | 1895/1898 | Städtebaulich und baugeschichtlich von Bedeutung, ein Gründerzeitbau (Klinkerfassade) | 09266111 |
| Direkt Bild zu diesem Denkmal hochladen | Wohn-, Kontor- und Produktionsgebäude sowie nordöstliche Nebengebäude (ehemals Roessler & Co Weinessig-, Essigsprit- und Mostrich-Fabrik) | Bergstraße 10, 10a, 10b (Karte)                 | 1857 | Komplex eines charakteristischen mittelständischen Unternehmens in Sachsen, trotz Veränderungen zeittypische historistische Industriearchitektur, baugeschichtlich, industriegeschichtlich und ortsgeschichtlich von Bedeutung | 09266114 |
| Weitere Bilder                          | Mietshaus in halboffener Bebauung | Brauhausstraße 5 (Karte)                        | Bezeichnet mit 1903 | Städtebaulich und baugeschichtlich von Bedeutung, ein Gründerzeithaus (Klinkerfassade) im Neurenaissance-Stil | 09265709 |
| Weitere Bilder                          | Seitengebäude mit Kumthalle | Brauhausstraße 7 (Karte)                        | Bezeichnet mit 1864 | Ortsgeschichtlich und sozialgeschichtlich von Bedeutung, Zeugnis der einstmals dörflichen Bebauung des Ortsteils Cölln | 09265710 |
| Weitere Bilder                          | Sitznischenportal im Hof eines Wohnhauses (heute Gaststätte) | Brauhausstraße 8 (Karte)                        | Ende 16. Jahrhundert | Baugeschichtlich und künstlerisch von Bedeutung, ein Renaissance-Sitznischenportal | 09265713 |
| Weitere Bilder                          | Wohnhaus (vermutlich zur gegenüberliegenden Keramischen Fabrik „Bidtelia“ gehörig) mit Nebengebäude und Einfriedung | Brauhausstraße 20 (Karte)                       | 1. Hälfte 20. Jahrhundert (angeblich 1938) | Städtebaulich, ortsgeschichtlich, künstlerisch und baugeschichtlich von Bedeutung, ungewöhnliche Kachelfassade | 09265758 |
| Weitere Bilder                          | Keramische Fabrik Bidtelia mit Verwaltungsgebäude, Fabrikgebäude und Schornstein | Brauhausstraße 21 (Fabrikstraße 16) (Karte)     | 1900–1910 | Ortsgeschichtlich, städtebaulich, technikgeschichtlich und künstlerisch von Bedeutung (Klinker- und Keramikfassaden) | 09265757 |
| Weitere Bilder                          | Mietshaus in offener Bebauung, Ecklage | Cöllner Straße 2 (Karte)                        | Um 1910 | Städtebaulich und baugeschichtlich von Bedeutung, ein Bau im Stil der Reformarchitektur nach 1910 | 09269094 |
| Direkt Bild zu diesem Denkmal hochladen | Mietshaus in halboffener Bebauung (Doppelhaus mit Robert-Koch-Platz 8) | Cöllner Straße 7 (Karte)                        | Nach 1900 | Baugeschichtlich von Bedeutung, Schweifgiebel mit Anklängen an die späte Neogotik | 09265739 |
| Weitere Bilder                          | Wohnhaus in geschlossener Bebauung, Ecklage | Cöllner Straße 8 (Karte)                        | 1920er Jahre | Städtebaulich von Bedeutung, Klinkergliederung am Eingang | 09265737 |
| Weitere Bilder                          | Mietshaus in halboffener Bebauung | Cöllner Straße 10 (Karte)                       | 2. Hälfte 19. Jahrhundert | Städtebaulich und baugeschichtlich von Bedeutung, ein Gründerzeithaus | 09265738 |
| Direkt Bild zu diesem Denkmal hochladen | Mietshäuser und Einfriedung einer Wohnanlage (siehe auch Robert-Koch-Platz 4/5/6) | Cöllner Straße 16, 18 (Karte)                   | Um 1910 | Städtebaulich, baugeschichtlich und künstlerisch von Bedeutung, Bauten im Stil der Reformarchitektur nach 1900 | 09265751 |
| Weitere Bilder                          | Sachgesamtheit Urbanskirche mit Altem Johannesfriedhof | Dresdner Straße (Karte)                         | 2. Hälfte 19. Jahrhundert und älter (Friedhof), 1875 (Leichenhalle) | Sachgesamtheit Urbanskirche mit Altem Johannesfriedhof, mit den Einzeldenkmalen: St. Urbanskirche, einige Grabmale und Friedhofsportal an der Johannesstraße (siehe 09265262) sowie den Sachgesamtheitsteilen: Friedhofsgestaltung, Einfriedung, Leichenhalle und Wegeführung; geschichtlich, künstlerisch, städtebaulich, ortsgeschichtlich und baugeschichtlich von Bedeutung | 09301240 |
| Weitere Bilder                          | St. Urbanskirche, einige Grabmale und Friedhofsportal an der Johannesstraße (Einzeldenkmale zu Sachgesamtheit 09301240) | Dresdner Straße (Johannesstraße) (Karte)        | 1691–1701, im Kern romanisch (Kirche); 1200/1230 (Ritterdenkmal); 1657 (Pfarrer J. Hund); um 1751 (Georg Schlicke und Ehefrau); um 1756 (Kinder des Carl Gottlieb Kamenz) | Einzeldenkmale der Sachgesamtheit Urbanskirche mit Altem Johannesfriedhof; geschichtlich, künstlerisch, städtebaulich, ortsgeschichtlich und baugeschichtlich von Bedeutung, romanischer Kirchenbau mit barocken Überformungen, malerische Friedhofsanlage | 09265262 |
| Direkt Bild zu diesem Denkmal hochladen | Wohnhaus in offener Bebauung | Dresdner Straße 4 (Karte)                       | 1928 | Villenartiges herrschaftliches Wohnhaus, errichtet als Wohnhaus für Bahnbeamte, ein Bau im Stil der Deutschen Neorenaissance, städtebaulich und baugeschichtlich von Bedeutung | 09265253 |
|                                         | Wohn- und Geschäftshaus in halboffener Bebauung | Dresdner Straße 5 (Karte)                       | Um 1900 | Städtebaulich und baugeschichtlich von Bedeutung, ein Bau im Stil der norddeutschen Neugotik (Backsteingliederung) | 09265255 |
|                                         | Wohnhaus, ehemals mit Postamt im Erdgeschoss, in geschlossener Bebauung, Ecklage | Dresdner Straße 7 (Karte)                       | Um 1905 | Städtebaulich und baugeschichtlich von Bedeutung, ein Gründerzeithaus im Stil der Deutschen Neurenaissance | 09265256 |
| Direkt Bild zu diesem Denkmal hochladen | Villa mit Einfriedungsmauer | Dresdner Straße 8 (Karte)                       | Um 1880 | Städtebaulich und baugeschichtlich von Bedeutung, eine Gründerzeitvilla | 09265257 |
| Weitere Bilder                          | Gasthaus „Hamburger Hof“ mit jüngerem Erweiterungsbau in halboffener Bebauung und in Ecklage | Dresdner Straße 9 (Karte)                       | 1895–1896 (Gasthaus), 1928–1929 (Anbau) | Etablissement zur einen Hälfte im Stil des Späthistorismus, der Erweiterungsbau mit Anklängen an den Bauhausstil, städtebaulich sowie bau- und ortsgeschichtlich von Bedeutung. Architekt: Bruno Seitler | 09265258 |
| Direkt Bild zu diesem Denkmal hochladen | Mietshaus („Drogenhandlung Georg Wiedel Nachf.“) in halboffener Bebauung | Dresdner Straße 14 (Karte)                      | 2. Hälfte 19. Jahrhundert | Mit Laden, städtebaulich, künstlerisch und baugeschichtlich von Bedeutung, ein Bau der frühen Neugotik | 09265269 |
| Direkt Bild zu diesem Denkmal hochladen | Mietshaus in offener Bebauung in Ecklage | Dresdner Straße 15 (Karte)                      | Um 1900 | Städtebaulich und baugeschichtlich von Bedeutung, Gründerzeithaus mit markanter Eckbetonung | 09265260 |
| Direkt Bild zu diesem Denkmal hochladen | Mietshausin halboffener Bebauung | Dresdner Straße 16 (Karte)                      | Bezeichnet mit 1906 | Mit Laden, städtebaulich und baugeschichtlich von Bedeutung, späthistoristischer Bau mit Jugendstilanklängen | 09266243 |
|                                         | Schule mit Turnhalle im Schulhof (Johannesschule) | Dresdner Straße 21 (Karte)                      | Bezeichnet mit 1898 (im Kern ein Bau von 1861) | Städtebaulich und baugeschichtlich von Bedeutung, ein historistischer Bau | 09265263 |
| Direkt Bild zu diesem Denkmal hochladen | Hauptgebäude und Seitengebäude eines ehemaligen Dreiseithofes | Dresdner Straße 23, 23a (Karte)                 | Bezeichnet mit 1867 | Ortsgeschichtlich, sozial- und baugeschichtlich von Bedeutung, Zeugnis bäuerlicher Lebensweise vergangener Zeiten | 09265264 |
|                                         | Ehemaliges Rittergut von (Meißen-)Cölln mit altem Herrenhaus im Hof (Nr. 24 b), Wirtschaftsgebäude und neuem Herrenhaus zur Straße (Nr. 24) | Dresdner Straße 24, 24b (Karte)                 | Bezeichnet mit 1710, im Kern älter, barocke Überformung (altes Herrenhaus); um 1840 (neues Herrenhaus)                                                                    | Das alte Herrenhaus ein ansehnlicher Barockbau mit Turm, städtebaulich, ortshistorisch und baugeschichtlich von Bedeutung | 09266284 |
| Direkt Bild zu diesem Denkmal hochladen | Verwaltungsgebäude in offener Bebauung | Dresdner Straße 25 (Karte)                      | Vor 1900 | Städtebaulich und baugeschichtlich von Bedeutung, ein Gründerzeitbau im Stil der Neurenaissance | 09265266 |
| Direkt Bild zu diesem Denkmal hochladen | Pfarrhaus der Johanneskirchgemeinde | Dresdner Straße 26 (Karte)                      | Bezeichnet mit 1783 | Schlichter barocker Putzbau, orts- und baugeschichtlich von Bedeutung | 09266283 |
| Direkt Bild zu diesem Denkmal hochladen | Villa mit Einfriedung | Dresdner Straße 29 (Karte)                      | Ende 19. Jahrhundert | Städtebaulich und baugeschichtlich von Bedeutung, ein Gründerzeitbau im Stil der Neurenaissance | 09265272 |
|                                         | Alte Schule von Cölln | Dresdner Straße 30 (Karte)                      | 1. Hälfte 18. Jahrhundert | Orts- und baugeschichtlich von Bedeutung, Obergeschoss Fachwerk, zum Teil verbrettert | 09265268 |
| Direkt Bild zu diesem Denkmal hochladen | Villa mit Einfriedung | Dresdner Straße 31 (Karte)                      | Ende 19. Jahrhundert | Städtebaulich und baugeschichtlich von Bedeutung | 09265274 |
| Direkt Bild zu diesem Denkmal hochladen | Kopfbau des einstigen Wohnstallhauses und Seitengebäude eines Dreiseithofes | Dresdner Straße 34a (Karte)                     | Bezeichnet mit 1801 (Wohnstallhaus), um 1860 (Seitengebäude) | Ortsgeschichtlich, sozial- und baugeschichtlich von Bedeutung, dokumentieren trotz des nunmehr fragmentarischen Erscheinungsbildes ursprünglich dörflichen Charakter der Siedlung an dieser Stelle, teilweise in Fachwerkbauweise | 09265267 |
| Direkt Bild zu diesem Denkmal hochladen | Wohnstallhaus und Seitengebäude eines ehemaligen Dreiseithofes | Dresdner Straße 38 (Karte)                      | Bezeichnet mit 1841 (Wohnstallhaus) | Sozial- und baugeschichtlich von Bedeutung | 09265265 |
| Direkt Bild zu diesem Denkmal hochladen | Villa mit Einfriedung | Dresdner Straße 40 (Karte)                      | Ende 19. Jahrhundert | Städtebaulich und baugeschichtlich von Bedeutung | 09265270 |
| Direkt Bild zu diesem Denkmal hochladen | Mietshaus in halboffener Bebauung (Doppelhaus mit Bergstraße 1) | Dresdner Straße 41 (Karte)                      | Um 1890 | Mit Laden, städtebaulich und baugeschichtlich von Bedeutung, ein Gründerzeitbau, zum Teil Klinker | 09265277 |
| Direkt Bild zu diesem Denkmal hochladen | Villa | Dresdner Straße 42 (Karte)                      | Um 1890 | Städtebaulich und baugeschichtlich von Bedeutung | 09265278 |
| Direkt Bild zu diesem Denkmal hochladen | Mietshaus in offener Bebauung in Ecklage, mit Einfriedung | Dresdner Straße 43 (Karte)                      | Ende 19. Jahrhundert | Städtebaulich und baugeschichtlich von Bedeutung, ein Gründerzeitbau mit roter Klinkerfassade | 09266223 |
| Direkt Bild zu diesem Denkmal hochladen | Villa | Dresdner Straße 44 (Karte)                      | Um 1890 | Städtebaulich und baugeschichtlich von Bedeutung | 09265542 |
| Direkt Bild zu diesem Denkmal hochladen | Villa mit Einfriedung | Dresdner Straße 46 (Karte)                      | Ende 19. Jahrhundert | Städtebaulich und baugeschichtlich von Bedeutung | 09265273 |
| Direkt Bild zu diesem Denkmal hochladen | Fabrikantenvilla einer Kachelfabrik, mit Einfriedung | Dresdner Straße 48 (Karte)                      | Nach 1905 | Städtebaulich, künstlerisch und baugeschichtlich von Bedeutung, Jugendstilkachelverzierungen, besonders am Portal | 09265275 |
| Direkt Bild zu diesem Denkmal hochladen | Verwaltungsgebäude (oder Direktionsgebäude) und Einfriedung des ehemaligen Plattenwerkes | Dresdner Straße 50 (Karte)                      | Nach 1900 | Orts- und baugeschichtlich sowie städtebaulich von Bedeutung, ein Gründerzeitbau | 09265276 |
|                                         | Villa mit Treppenaufgang und Einfriedung | Dresdner Straße 54 (Karte)                      | Um 1890 | Städtebaulich und baugeschichtlich sowie ortsbildprägend von Bedeutung, ein Gründerzeitbau nahe dem Elbufer | 09265280 |
| Direkt Bild zu diesem Denkmal hochladen | Mietshaus in halboffener Bebauung, Ecklage | Fabrikstraße 2 (Karte)                          | 1890er Jahre | Städtebaulich und baugeschichtlich von Bedeutung, ein Gründerzeithaus, Klinkerfassade | 09266266 |
| Direkt Bild zu diesem Denkmal hochladen | Keramische Fabrik Bidtelia mit Verwaltungsgebäude, Fabrikgebäude an den Bahngleisen und Einfriedung | Fabrikstraße 16 (Brauhausstraße 21) (Karte)     | 1900–1910 | Ortsgeschichtlich, städtebaulich, technikgeschichtlich und künstlerisch von Bedeutung, Klinker- und Keramikfassaden | 09265252 |
| Direkt Bild zu diesem Denkmal hochladen | Villa mit parkähnlichem Garten | Gabelstraße 8 (Karte)                           | Um 1900 | Städtebaulich und baugeschichtlich von Bedeutung, Anklänge an den Jugendstil, auserlesene Innenausstattung, Wohnhaus der Fabrikantenfamilie Teichert (Ofenkachelfabrikanten) | 09266115 |
| Weitere Bilder                          | Hauptbahnhof von Meißen mit Empfangsgebäude, Bahnsteig einschließlich Überdachung sowie seitliche Mauer an der Dresdner Straße | Großenhainer Straße 2 (Karte)                   | 1926–1928 | Bahnhofsanlage der Bahnstrecke Borsdorf–Coswig (6386, sä. BC) städtebaulich, künstlerisch und verkehrsgeschichtlich von Bedeutung, das Empfangsgebäude im Stil der Neuen Sachlichkeit, Fassadenentwurf von Wilhelm Kreis | 09265254 |
| Direkt Bild zu diesem Denkmal hochladen | Wohnhaus in offener Bebauung | Großenhainer Straße 8 (Karte)                   | 2. Hälfte 19. Jahrhundert | Städtebaulich und baugeschichtlich von Bedeutung, ein Bau mit Anklängen an den neugotischen Stil | 09265190 |
| Weitere Bilder                          | Ehemalige Ingenieurschule „Rudolf Diesel“, heute Fachhochschule der Sächsischen Verwaltung | Herbert-Böhme-Straße 11 (Karte)                 | 1951–1953 | Baugeschichtlich und ortsgeschichtlich von Bedeutung, im Stil der Nationalen Bautradition der frühen DDR-Jahre | 09266113 |
|                                         | Krankenhaus, kreuzförmige Anlage und Nebengebäude im Hof (Hospitalstraße 2) sowie Villa (wohl für den Direktor der Heilanstalt, Robert-Koch-Platz 1a) | Hospitalstraße 2 (Robert-Koch-Platz 1a) (Karte) | 1880 (Südflügel); 1913 (Direktorenvilla) | Der Hauptbau und die Villa zum Robert-Koch-Platz, städtebaulich, baugeschichtlich, ortsgeschichtlich und künstlerisch von Bedeutung. Ensemble aus älterem Putzbau, repräsentativem Gründerzeitbau mit Klinkerfassade, letzterem angepasster Erweiterung im Stil der versachlichten Architektur nach 1900 mit Anklängen an Neoklassizismus und Neobarock sowie den beiden anderen genannten Gebäuden. Die als Landkrankenhaus erbaute Anlage erhebt sich über kreuzförmigem Grundriss, der Hauptbau wendet sich städtebaulich beherrschend zum Robert-Koch-Platz. Die typische gründerzeitliche Klinkerfassade des späten 19. Jahrhunderts in aufwendiger Gestaltung ist im Stil der Neorenaissance gehalten. Einige Gebäudeflügel gehören dem Reformstil der Zeit um 1910 an. Die Anlage ist bau- und ortsgeschichtlich sowie künstlerisch von Bedeutung. | 09265780 |
| Weitere Bilder                          | Johanneskirche mit Ausstattung | Johannesplatz 1 (Karte)                         | 1895–1898 (Kirche); frühes 15. Jh. (Kruzifix); um 1500 (Altarretabel); 1642 (Taufschale); 1898 (Orgel)                                                                    | Künstlerisch, städtebaulich, landschaftsgestaltend, baugeschichtlich und ortsgeschichtlich von Bedeutung, eine der bedeutendsten neugotischen Kirchen Sachsens, Architekt: Theodor Quentin | 09265746 |
| Weitere Bilder                          | St. Urbanskirche, einige Grabmale und Friedhofsportal an der Johannesstraße (Einzeldenkmale zu Sachgesamtheit 09301240) | Johannesstraße (Dresdner Straße) (Karte)        | 1691–1701, im Kern romanisch (Kirche); 1200/1230 (Ritterdenkmal); 1657 (Pfarrer J. Hund); um 1751 (Georg Schlicke und Ehefrau); um 1756 (Kinder des Carl Gottlieb Kamenz) | Einzeldenkmale der Sachgesamtheit Urbanskirche mit Altem Johannesfriedhof; geschichtlich, künstlerisch, städtebaulich, ortsgeschichtlich und baugeschichtlich von Bedeutung, romanischer Kirchenbau mit barocken Überformungen, malerische Friedhofsanlage | 09265262 |
| Direkt Bild zu diesem Denkmal hochladen | Johannesstift (Zweigstelle der Inneren Mission Meißen) mit Einfriedung | Johannesstraße 9 (Karte)                        | 1900 eingeweiht | Städtebaulich, bau- und ortsgeschichtlich von Bedeutung, ein Bau im neugotischen Stil (Anklänge an die norddeutsche Backsteingotik) | 09266104 |
| Direkt Bild zu diesem Denkmal hochladen | Mietshaus in offener Bebauung und Ecklage und Einfriedung | Johannesstraße 28 (Karte)                       | Ende 19. Jahrhundert | Städtebaulich und baugeschichtlich von Bedeutung, ein Gründerzeithaus mit ungewöhnlicher Fassade (Putzflächen mit Ziegelstreifen), mit Laden | 09266107 |
| Direkt Bild zu diesem Denkmal hochladen | Mietshaus in offener Bebauung und Ecklage, mit Einfriedung | Johannesstraße 34 (Karte)                       | Um 1900 | Städtebaulich und baugeschichtlich von Bedeutung, ein Gründerzeithaus, ehemals mit Laden, Putzfassade mit Klinkergliederung | 09266110 |
| Direkt Bild zu diesem Denkmal hochladen | Drei Wohnhäuser einer Wohnanlage, mit Einfriedung | Kalkberg 4, 6, 8 (Karte)                        | Nach 1910 | Städtebaulich und baugeschichtlich von Bedeutung, im Reformstil der Zeit nach 1910 | 09265888 |
| Direkt Bild zu diesem Denkmal hochladen | Fabrikantenvilla mit Einfriedung | Kalkberg 7 (Karte)                              | Nach 1910 | Baugeschichtlich von Bedeutung, im Reformstil der Zeit nach 1910 | 09265887 |
| Weitere Bilder                          | Mietshaus in geschlossener Bebauung und Ecklage | Kurt-Hein-Straße 12 (Karte)                     | Um 1890 | Städtebaulich und baugeschichtlich von Bedeutung, ein Gründerzeithaus, Klinkerfassade, Balkone | 09265716 |
| Weitere Bilder                          | Mietshaus in geschlossener Bebauung | Kurt-Hein-Straße 14 (Karte)                     | Um 1890 | Städtebaulich und baugeschichtlich von Bedeutung, ein Gründerzeithaus (Klinkerfassade, Balkone) | 09265728 |
| Weitere Bilder                          | Mietshaus in offener Bebauung | Kurt-Hein-Straße 18 (Karte)                     | Um 1890 | Baugeschichtlich von Bedeutung, ein Gründerzeithaus mit markanter historistischer Klinkerfassade und repräsentativem Giebel | 09265726 |
| Weitere Bilder                          | Mietshaus in halboffener Bebauung und Ecklage (mit Loosestraße 5 eine bauliche Einheit bildend) | Kurt-Hein-Straße 21 (Karte)                     | Um 1870 | Gründerzeithaus im Stil der Neogotik, Putzfassade mit Klinkergliederung, mit Ladeneinbau, städtebaulich und baugeschichtlich von Bedeutung | 09265734 |
| Weitere Bilder                          | Doppelmietshaus in offener Bebauung | Kurt-Hein-Straße 23, 25 (Karte)                 | Um 1900 | Städtebaulich, baugeschichtlich und künstlerisch von Bedeutung, ein Bau im Stil der deutschen Neorenaissance, straßenbildprägende Erker und Giebel | 09265736 |
| Weitere Bilder                          | Doppelmietshaus in offener Bebauung | Kurt-Hein-Straße 24, 26 (Karte)                 | Um 1890 | Baugeschichtlich von Bedeutung, Gründerzeithaus, Klinkerfassade | 09265735 |
| Direkt Bild zu diesem Denkmal hochladen | Mietshaus in halboffener Bebauung | Loosestraße 7 (Karte)                           | Um 1880 | Städtebaulich und baugeschichtlich von Bedeutung, ein Gründerzeithaus | 09265733 |
| Weitere Bilder                          | Mietshaus in halboffener Bebauung, in Ecklage, mit Einfriedung des Vorgartens | Loosestraße 12 (Karte)                          | Um 1890 | Städtebaulich und baugeschichtlich von Bedeutung, ein Gründerzeithaus (Klinkerfassade) | 09265725 |
| Direkt Bild zu diesem Denkmal hochladen | Wohnhaus in halboffener Bebauung | Loosestraße 13 (Karte)                          | Um 1925 | Im Reformstil nach 1910, städtebaulich und baugeschichtlich von Bedeutung | 09265745 |
| Direkt Bild zu diesem Denkmal hochladen | Wohnhaus in offener Bebauung mit Einfriedung | Loosestraße 25 (Karte)                          | Anfang 20. Jahrhundert | Im Reformstil der Zeit nach 1910, städtebaulich und baugeschichtlich von Bedeutung | 09265766 |
| Weitere Bilder                          | Mietshaus in halboffener Bebauung (bildet eine Einheit mit Zaschendorfer Straße 6) | Lutherplatz 1 (Karte)                           | 2. Hälfte 19. Jahrhundert | Städtebaulich und baugeschichtlich von Bedeutung, ein Gründerzeithaus | 09300985 |
| Weitere Bilder                          | Wohnhaus und Seitengebäude eines Zweiseithofes | Lutherplatz 3 (Karte)                           | 1. Hälfte 19. Jahrhundert (Wohnhaus); um 1860, spätere Veränderungen (Seitengebäude)                                                                                      | Sozialgeschichtlich und ortsgeschichtlich von Bedeutung, Zeugnis bäuerlicher Lebensweise vergangener Zeiten im Ortsteil Cölln | 09266103 |
| Weitere Bilder                          | Ehemalige Scheune eines Gehöfts | Lutherplatz 4 (Karte)                           | 17. Jahrhundert | Ortsgeschichtlich und städtebaulich von Bedeutung, Zeugnis einstiger bäuerlicher Wirtschaftsweise im Ortsteil Cölln | 09265744 |
| Weitere Bilder                          | Mietshaus in halboffener Bebauung | Lutherplatz 5 (Karte)                           | 1890er Jahre | Städtebaulich und baugeschichtlich von Bedeutung, ein Gründerzeithaus (Klinkerfassade) 1890er Jahre (Mietshaus) | 09265721 |
| Weitere Bilder                          | Mietshaus in halboffener Bebauung (bauliche Einheit mit Lutherplatz 7) | Lutherplatz 6 (Karte)                           | 1890er Jahre | Städtebaulich und baugeschichtlich von Bedeutung, ein Gründerzeithaus (Klinkerfassade) im Stil der deutschen Neurenaissance, mit Ladeneinbau 1890er Jahre (Mietshaus) | 09265720 |
| Weitere Bilder                          | Mietshaus in geschlossener Bebauung, Ecklage (bauliche Einheit mit Lutherplatz 6 und Lutherstraße 11) | Lutherplatz 7 (Karte)                           | 1890er Jahre | Städtebaulich und baugeschichtlich von Bedeutung, ein Gründerzeithaus (Klinkerfassade) im Stil der deutschen Neurenaissance, mit Ladeneinbau, stadtbildprägender Eckerker und Zierfachwerkgiebel 1890er Jahre (Mietshaus) | 09265719 |
| Weitere Bilder                          | Wohnhaus mit Torpfeilern und Einfriedung des Vorgartens | Lutherstraße 1 (Karte)                          | Um 1730 | Sozial- und baugeschichtliche Bedeutung, straßenbildprägendes Zeugnis bäuerlicher Lebensweise vergangener Zeiten im Ortsteil Cölln | 09265714 |
| Weitere Bilder                          | Mietshaus in halboffener Bebauung | Lutherstraße 7 (Karte)                          | Um 1890 | Städtebaulich und baugeschichtlich von Bedeutung, ein Gründerzeithaus (Klinkerfassade) | 09265717 |
| Weitere Bilder                          | Mietshaus in halboffener Bebauung (bauliche Einheit mit Lutherplatz 7) | Lutherstraße 11 (Karte)                         | 1890er Jahre | Städtebaulich und baugeschichtlich von Bedeutung, ein Gründerzeithaus (Klinkerfassade) im Stil der deutschen Neurenaissance, mit Ladeneinbau | 09265718 |
| Direkt Bild zu diesem Denkmal hochladen | Sachgesamtheit Neuer Johannesfriedhof | Max-Dietel-Straße 21 (Karte)                    | 1. Hälfte 20. Jahrhundert, im Kern älter | Sachgesamtheit Neuer Johannesfriedhof, mit folgenden Einzeldenkmalen: Friedhofskapelle, Wohnhaus (ehemaliges Weingut, heute Friedhofsverwaltung) mit seitlichem Torbogen und Nebengebäude, mit Einfriedung (ehemalige Weinbergsmauer) sowie einigen Grabmalen, einem sowjetischen Ehrenmal und einem Gedenkstein für die Opfer des Faschismus (siehe 09301501) weiterhin dem Sachgesamtheitsteil: Friedhofsgestaltung; ortsgeschichtlich und baugeschichtlich von Bedeutung, Friedhof in Meißen-Zaschendorf mit einigen künstlerisch bedeutenden Grabmalen, auf ehemaligem Weinberg gelegen, von ursprünglicher Bruchsteinmauer des Weinbergs umgeben, anstelle des Winzerhauses wurde 1910 die Kapelle errichtet, Portalgestaltung in Jugendstilformen                                                                                                   | 09266162 |
| Direkt Bild zu diesem Denkmal hochladen | Friedhofskapelle, Wohnhaus (ehemaliges Weingut, heute Friedhofsverwaltung) mit seitlichem Torbogen und Nebengebäude, mit Einfriedung (ehemalige Weinbergsmauer) sowie einigen Grabmalen, mit einem sowjetischen Ehrenmal und einem Gedenkstein für die Opfer des Faschismus (Einzeldenkmale der Sachgesamtheit 09266162) | Max-Dietel-Straße 21 (Karte)                    | Bezeichnet mit 1842 (Wohnhaus); um 1910 (Friedhofsportal); 1910 (Friedhofskapelle)                                                                                        | Einzeldenkmale der Sachgesamtheit Neuer Johannesfriedhof; ortsgeschichtlich und baugeschichtlich von Bedeutung, auf ehemaligem Weinberg gelegen, von ursprünglicher Bruchsteinmauer des Weinbergs umgeben, anstelle des Winzerhauses wurde 1910 die Kapelle errichtet, Portalgestaltung in Jugendstilformen | 09301501 |
| Direkt Bild zu diesem Denkmal hochladen | Mietshaus in geschlossener Bebauung und Ecklage | Moritzburger Platz 10 (Karte)                   | 1899 | Städtebaulich und baugeschichtlich von Bedeutung, ein Gründerzeithaus (Klinkerfassade), straßenbildprägender Eckerker | 09265764 |
| Direkt Bild zu diesem Denkmal hochladen | Wohnhaus in offener Bebauung, mit Garten und Gartentor | Niederspaarer Straße 1 (Karte)                  | Bezeichnet mit 1925 | Baugeschichtlich, künstlerisch und ortshistorisch von Bedeutung, repräsentatives Einfamilienhaus im versachlichten Heimatstil | 09266121 |
|                                         | Krankenhaus, kreuzförmige Anlage und Nebengebäude im Hof (Hospitalstraße 2) sowie Villa (wohl für den Direktor der Heilanstalt, Robert-Koch-Platz 1a) | Robert-Koch-Platz 1a (Hospitalstraße 2) (Karte) | 1880 (Südflügel); 1913 (Direktorenvilla) | Der Hauptbau und die Villa zum Robert-Koch-Platz, städtebaulich, baugeschichtlich, ortsgeschichtlich und künstlerisch von Bedeutung. Ensemble aus älterem Putzbau, repräsentativem Gründerzeitbau mit Klinkerfassade, letzterem angepasster Erweiterung im Stil der versachlichten Architektur nach 1900 mit Anklängen an Neoklassizismus und Neobarock sowie den beiden anderen genannten Gebäuden. Die als Landkrankenhaus erbaute Anlage erhebt sich über kreuzförmigem Grundriss, der Hauptbau wendet sich städtebaulich beherrschend zum Robert-Koch-Platz. Die typische gründerzeitliche Klinkerfassade des späten 19. Jahrhunderts in aufwendiger Gestaltung ist im Stil der Neorenaissance gehalten. Einige Gebäudeflügel gehören dem Reformstil der Zeit um 1910 an. Die Anlage ist bau- und ortsgeschichtlich sowie künstlerisch von Bedeutung. | 09265780 |
| Direkt Bild zu diesem Denkmal hochladen | Mietshaus in geschlossener Bebauung und Ecklage | Robert-Koch-Platz 2 (Karte)                     | 1890er Jahre | Städtebaulich und baugeschichtlich von Bedeutung, ein Gründerzeithaus (Klinkerfassade) mit platzbildprägendem Giebel | 09265760 |
| Direkt Bild zu diesem Denkmal hochladen | Mietshäuser und Einfriedung einer Wohnanlage (siehe auch Cöllner Straße 16/18) | Robert-Koch-Platz 4, 5, 6 (Karte)               | Um 1910 | Städtebaulich, baugeschichtlich und künstlerisch von Bedeutung, Bauten im Stil der Reformarchitektur nach 1900 | 09265750 |
| Direkt Bild zu diesem Denkmal hochladen | Mietshaus in halboffener Bebauung, Ecklage | Robert-Koch-Platz 7 (Karte)                     | Um 1890 | Städtebaulich und baugeschichtlich von Bedeutung, ein Gründerzeithaus (Klinkerfassade) mit platzbildprägenden Volutengiebeln und Ecktürmchen und Ladeneinbau | 09265741 |
| Direkt Bild zu diesem Denkmal hochladen | Mietshaus in geschlossener, ehemals halboffener Bebauung (Doppelhaus mit Cöllner Straße 7), Ecklage | Robert-Koch-Platz 8 (Karte)                     | Nach 1900 | Städtebaulich und baugeschichtlich von Bedeutung, ein Gründerzeithaus mit Schweifgiebel und Eckerker, Anklänge an die späte Neogotik | 09265748 |
| Direkt Bild zu diesem Denkmal hochladen | Mietshaus in halboffener Bebauung | Rülingstraße 1 (Karte)                          | 1890er Jahre | Städtebaulich und baugeschichtlich von Bedeutung, ein Gründerzeithaus (Klinkerfassade) | 09265765 |
| Direkt Bild zu diesem Denkmal hochladen | Zaschendorfer Brücke, Steinwegbrücke: Straßenbrücke über den Fürstengraben (Langen Graben) | Steinweg (Karte)                                | Bezeichnet mit 1740 | Zweibogige Steinbrücke, baugeschichtlich und ortsgeschichtlich von Bedeutung | 09269138 |
| Direkt Bild zu diesem Denkmal hochladen | Mietvilla | Teichstraße 1 (Karte)                           | Um 1900 | Städtebaulich und baugeschichtlich von Bedeutung, ein Gründerzeithaus mit massiver Veranda | 09266109 |
| Direkt Bild zu diesem Denkmal hochladen | Mietvilla mit Einfriedung | Teichstraße 2 (Karte)                           | Um 1900 | Künstlerisch, städtebaulich und baugeschichtlich von Bedeutung, ein Gründerzeithaus (Putzfassade mit Klinkergliederung, straßenbildprägender Schweifgiebel) mit aufwändiger Einfriedung (Steinmauer mit dachförmigem Abschluss, krabbenähnlicher Reiter) | 09266108 |
| Direkt Bild zu diesem Denkmal hochladen | Wohnhaus in offener Bebauung, mit Einfriedung | Wiesengasse 5 (Karte)                           | 2. Hälfte 19. Jahrhundert | Baugeschichtlich von Bedeutung, ungewöhnlich gestaltetes Gründerzeithaus (ungegliederte Backsteinfassade über Bruchsteinsockelgeschoss, zweiläufige Freitreppe, Giebel mit zwei Figuren in Nischen) | 09266285 |
|                                         | Landhaus mit Einfriedung | Winzerstraße 15 (Karte)                         | Anfang 20. Jahrhundert | Baugeschichtlich von Bedeutung, ein schlichter Bau im Heimatstil | 09265891 |
| Weitere Bilder                          | Mietshaus in geschlossener Bebauung | Zaschendorfer Straße 4 (Karte)                  | Um 1900 | Städtebaulich und baugeschichtlich von Bedeutung, ein Gründerzeithaus | 09300901 |
| Weitere Bilder                          | Mietshaus in geschlossener Bebauung in Ecklage (bildet mit Mietshaus Lutherplatz 1 eine Einheit) | Zaschendorfer Straße 6 (Karte)                  | 2. Hälfte 19. Jahrhundert | Städtebaulich und baugeschichtlich von Bedeutung, Gründerzeithaus mit Ladeneinbau | 09265730 |
| Weitere Bilder                          | Villa mit Einfriedung | Zaschendorfer Straße 8 (Karte)                  | Um 1860 | Künstlerisch, städtebaulich und baugeschichtlich von Bedeutung, ein Gründerzeitbau mit noch klassizistischen Anklängen und Balkon mit Ziergitter | 09265743 |
| Weitere Bilder                          | Mietshaus in geschlossener Bebauung | Zaschendorfer Straße 9 (Karte)                  | 1890er Jahre | Städtebaulich und baugeschichtlich von Bedeutung, ein Gründerzeithaus (Klinkerfassade) mit Ladeneinbau | 09265722 |
| Weitere Bilder                          | Mietshaus in halboffener Bebauung | Zaschendorfer Straße 11 (Karte)                 | Um 1890 | Städtebaulich und baugeschichtlich von Bedeutung, ein Gründerzeithaus (Klinkerfassade, Giebel mit Obelisken) | 09265723 |
| Weitere Bilder                          | Mietshaus in halboffener Bebauung | Zaschendorfer Straße 13 (Karte)                 | Um 1890 | Städtebaulich und baugeschichtlich von Bedeutung, ein Gründerzeithaus (Klinkerfassade, überhöhter Eckrisalit) | 09265724 |
| Direkt Bild zu diesem Denkmal hochladen | Mietshaus in halboffener Bebauung | Zaschendorfer Straße 17 (Karte)                 | 2. Hälfte 19. Jahrhundert | Städtebaulich und baugeschichtlich von Bedeutung, ein Gründerzeithaus (teilweise Klinkerfassade, Eckturm) | 09265742 |
| Direkt Bild zu diesem Denkmal hochladen | Mietshaus in geschlossener Bebauung | Zaschendorfer Straße 19 (Karte)                 | 2. Hälfte 19. Jahrhundert | Städtebaulich und baugeschichtlich von Bedeutung, ein Gründerzeithaus mit hervorgehobenem Mittelrisalit | 09300902 |
| Direkt Bild zu diesem Denkmal hochladen | Mietshaus in halboffener Bebauung | Zaschendorfer Straße 20 (Karte)                 | 1890er Jahre | Städtebaulich und baugeschichtlich von Bedeutung, ein Gründerzeithaus (Klinkerfassade) | 09265761 |
| Direkt Bild zu diesem Denkmal hochladen | Mietshaus in halboffener Bebauung | Zaschendorfer Straße 22 (Karte)                 | 1890er Jahre | Städtebaulich und baugeschichtlich von Bedeutung, ein Gründerzeithaus (Klinkerfassade) | 09265762 |
| Direkt Bild zu diesem Denkmal hochladen | Mietshaus in geschlossener Bebauung | Zaschendorfer Straße 24 (Karte)                 | 1890er Jahre | Städtebaulich und baugeschichtlich von Bedeutung, ein Gründerzeithaus (Klinkerfassade) | 09265763 |
| Direkt Bild zu diesem Denkmal hochladen | Villa | Zaschendorfer Straße 81 (Karte)                 | Ende 19. Jahrhundert | Ortsgeschichtlich, personengeschichtlich und baugeschichtlich von Bedeutung, ehemaliges Atelierhaus vom bekannten Bildhauer und Maler Sascha Schneider | 09266168 |
| Direkt Bild zu diesem Denkmal hochladen | Fabrikantenvilla mit parkähnlicher Gartenanlage | Zaschendorfer Straße 84 (Karte)                 | Bezeichnet mit 1906 | Ein malerischer Historismusbau mit Jugendstilanklängen, straßenbildprägender Eckturm und aufwändig gestalteter Balkon, städtebaulich und baugeschichtlich von Bedeutung | 09266166 |

### Nassau
| Bild           | Bezeichnung | Lage                | Datierung          | Beschreibung | ID       |
| -------------- | --- | ------------------- | ------------------ | --- | -------- |
| Weitere Bilder | Wohnstallhaus (heute Hotel) eines ehemaligen Dreiseithofes (Vorwerk Nassau), früher im Teich gelegen, sogenannte Milchinsel | Nassauweg 1 (Karte) | 1801, laut Gurlitt | Landschaftsgestaltend, sozialgeschichtlich, baugeschichtlich, hausgeschichtlich und wissenschaftlich von Bedeutung, Wohnstallhaus mit Bohlenbinderdach der Zeit um 1800, ehemals Vorwerk des Rittergutes Proschwitz | 09269127 |

### Niederfähre mit Vorbrücke
Die Denkmale der Gemarkung Niederfähre mit Vorbrücke sind in einer gesonderten Liste verzeichnet.

### Niederspaar
| Bild           | Bezeichnung | Lage                            | Datierung                                                           | Beschreibung | ID       |
| -------------- | --- | ------------------------------- | ------------------------------------------------------------------- | --- | -------- |
|                | Posthalterei und Ausspanne (Nr. 49) mit einem Bau an der Straße sowie Wohnhaus (Nr. 51) in offener Bebauung, Einfahrt mit verschiedenen Torsäulen zur Dresdner Straße und nach hinten, Stützmauern, Einfriedung, gestalteter Garten unter anderem mit Steinvase und hölzerner Gartenlaube | Dresdner Straße 51 (Karte)      | 1882 (Wohnhaus); um 1900 (Einfriedung und Toreinfahrt)              | Bau an der Straße hofseitig Fachwerk (barockes Hofgebäude abgebrochen), Wohnhaus schlichter, historisierender Putzbau, baugeschichtlich, lokalgeschichtlich und städtebaulich von Bedeutung. Ehemals denkmalgeschützte Posthalterei und Ausspanne (Nr. 49, bezeichnet mit 1753) mit einem Bau an der Straße zwischen 2011 und 2014 abgerissen. | 09266369 |
|                | Ehemaliges Weingut, Wohnhaus mit doppelläufigem Treppenaufgang und Seitenflügel, Mauerumfriedung | Dresdner Straße 53 (Karte)      | Um 1700 (Weingut); bezeichnet mit 1852 (Weingut und Treppenaufgang) | Städtebaulich, landschaftsgestaltend und baugeschichtlich von Bedeutung, Weingut nahe dem Elbufer, der Seitenflügel mit barockem Laubengang zum Hof | 09265281 |
|                | Bauernhaus mit Stützmauern | Dresdner Straße 57 (Karte)      | 1. Hälfte 19. Jahrhundert                                           | Baugeschichtlich und landschaftsgestaltend von Bedeutung, Weinbauernhaus nahe dem Elbufer | 09266222 |
|                | Bauernhaus mit Anbau und Einfriedung (Stützmauer) | Dresdner Straße 62 (Karte)      | 1. Hälfte 19. Jahrhundert                                           | Baugeschichtlich und landschaftsgestaltend von Bedeutung, Weinbauernhaus mit späterer Erweiterung nahe dem Elbufer | 09266226 |
|                | Ehemaliges Bauernhaus | Dresdner Straße 64 (Karte)      | 1. Hälfte 19. Jahrhundert                                           | Geprägt von einem Umbau 1907 zum ländlichen Wohnhaus, baugeschichtlich und landschaftsgestaltend von Bedeutung, Weinbauernhaus nahe dem Elbufer | 09266227 |
|                | Wohnhaus in offener Bebauung | Dresdner Straße 65 (Karte)      | Ende 19. Jahrhundert                                                | Baugeschichtlich und landschaftsgestaltend von Bedeutung, Gründerzeithaus nahe dem Elbufer | 09265711 |
|                | Mietshaus in offener Bebauung, mit Stützmauer und Einfriedung | Dresdner Straße 67 (Karte)      | 1890er Jahre                                                        | Baugeschichtlich und landschaftsgestaltend von Bedeutung, Gründerzeithaus (Klinkerfassade) nahe dem Elbufer, Einfriedung mit schmiedeeisernem Zaun | 09266231 |
|                | Wohnhaus | Dresdner Straße 68 (Karte)      | 2. Hälfte 18. Jahrhundert                                           | Baugeschichtlich und landschaftsgestaltend von Bedeutung, eindrucksvolles Weinbergshaus nahe dem Elbufer | 09266230 |
|                | Weingut, Wohnhaus (mit zwei Hausnummern) | Dresdner Straße 70, 70a (Karte) | Mitte 19. Jahrhundert                                               | Baugeschichtlich und landschaftsgestaltend von Bedeutung, klassizistischer Bau nahe dem Elbufer | 09266229 |
|                | Weingut (später Gaststätte) mit Seitengebäuden | Dresdner Straße 71 (Karte)      | 1. Hälfte 19. Jahrhundert (Wappen bezeichnet mit 1695)              | Weingut nahe dem Elbufer, baugeschichtlich und landschaftsgestaltend von Bedeutung | 09266228 |
|                | Sachgesamtheit Deutschenboraer Weinberg | Dresdner Straße 72 (Karte)      | Vor 1748                                                            | Sachgesamtheit Deutschenboraer Weinberg mit folgenden Einzeldenkmalen: Herrenhaus eines Weingutes, Teehaus, Stele und Epitaph (siehe 09266232) sowie Park als Sachgesamtheitsteil; baugeschichtlich und landschaftsgestaltend von Bedeutung, Weingut nahe dem Elbufer, baugeschichtlich, ortsgeschichtlich und landschaftsgestaltend von Bedeutung. Das ehemalige Weingut besaß spätestens ab 1877 einen landschaftlichen Park, der sich südöstlich an das Herrenhaus anschloss. Zu dieser Zeit existierte auch bereits das Teehaus im Park. Um 1910 ging der Besitz an den Berliner Spirituosenfabrikanten Otto Reichel, der den Garten im Geschmack der Zeit in eine regelmäßige Anlage umgestalten ließ. Zu DDR-Zeiten wurde das Gut als Jugendclub genutzt, was einige Veränderungen mit sich brachte, die jedoch die Grundstruktur der Anlage unberührt ließen. Südöstlich des Herrenhauses befindet sich ein offener Gartenraum mit einem symmetrisch auf das Gebäude ausrichteten Wegesystem. Auf diesen Gartenraum wieder orientiert sich das nordöstlich angeordnete Teehaus, das wiederum symmetrisch von einem Berg-Ahorn-Paar und uralten Eiben-Gruppen umpflanzt ist. Südöstlicher Blickpunkt am Ende dieses Gartenraumes ist eine mächtige Blut-Buche. Im Osten des Gartens befinden sich ein rundes Wasserbecken sowie zwei Postamente aus Sandstein, die sich wiederum in einer gestalterischen Achse mit dem Teehaus befinden. Darüber hinaus ist wertvoller Altgehölzbestand erhalten geblieben, so u. a. mehrere Rot-Buchen, Linden und Rosskastanien, ein Berg-Ahorn sowie mehrere Eiben. Das Gutshaus bildet mit dem Park und dem Teehaus eine Einheit von Denkmalwert. | 09306809 |
|                | Herrenhaus eines Weingutes, Teehaus, Stele und Epitaph (Einzeldenkmale zu Sachgesamtheit 09306809) | Dresdner Straße 72 (Karte)      | Vor 1748                                                            | Einzeldenkmale der Sachgesamtheit Deutschenboraer Weinberg; Weingut nahe dem Elbufer, baugeschichtlich, ortsgeschichtlich und landschaftsgestaltend von Bedeutung | 09266232 |
| Weitere Bilder | Mietvilla mit Einfriedung | Hohe Straße 10 (Karte)          | Ende 19. Jahrhundert                                                | Städtebaulich und baugeschichtlich von Bedeutung, eine Gründerzeitvilla im Stil der deutschen Neurenaissance | 09266117 |
| Weitere Bilder | Wohnhaus in offener Bebauung, mit Einfriedung | Hohe Straße 13 (Karte)          | 1911 laut Auskunft                                                  | Städtebaulich und baugeschichtlich von Bedeutung, ein Bau im frühen Heimatstil, Wohnhaus des Malers Prof. Max Näther | 09269118 |
| Weitere Bilder | Villa mit Einfriedung und Nebengebäude | Hohe Straße 16 (Karte)          | Um 1900 (Villa), 1906 (Nebengebäude)                                | Städtebaulich und baugeschichtlich von Bedeutung, eine um 1900 errichtete Villa im Landhausstil mit Fachwerkelementen | 09269119 |
| Weitere Bilder | Wohnhaus in offener Bebauung, mit Einfriedung | Mittelberg 4 (Karte)            | 1930er Jahre                                                        | Baugeschichtlich von Bedeutung, ein Bau im Heimatstil | 09265775 |
|                | Mietvilla mit Einfriedung | Niederspaarer Straße 13 (Karte) | Um 1905                                                             | Baugeschichtlich von Bedeutung, Gestaltung mit Elementen von Historismus und Jugendstil (unter anderem verputztes Zierfachwerk) | 09269673 |
|                | Mietvilla | Niederspaarer Straße 15 (Karte) | Um 1905                                                             | Baugeschichtlich von Bedeutung, Gestaltung mit Elementen von Historismus (mit Zierfachwerk) und Jugendstil | 09300975 |
|                | Wohnhaus mit Einfriedung | Niederspaarer Straße 18 (Karte) | 1920er Jahre                                                        | Baugeschichtlich von Bedeutung, Holzhaus im Heimatstil | 09266123 |
|                | Wohnhaus | Rote Gasse 8, 8a (Karte)        | Um 1800                                                             | Sozial- und baugeschichtlich von Bedeutung, ein ländlicher Fachwerkbau | 09265787 |
|                | Wohnhaus eines ehemaligen Weingutes | Rote Gasse 13 (Karte)           | 18. Jahrhundert                                                     | Bau- und ortsgeschichtlich von Bedeutung, Zeugnis des jahrhundertealten Weinbaus in Meißen, das Weinberghaus war auch Sommerwohnung der bedeutenden Frauenrechtlerin Louise Otto-Peters | 09265786 |
|                | Weinbauernhaus und Nebengebäude sowie Einfriedungsmauer des Grundstücks | Rote Gasse 16 (Karte)           | 1. Hälfte 19. Jahrhundert                                           | Weinbauernhof von orts-, sozial- und baugeschichtlicher Bedeutung (verputzter Fachwerkbau) | 09265783 |
|                | Villa mit Einfriedung und Toreinfahrt | Rote Gasse 24 (Karte)           | Ende 19. Jahrhundert                                                | Baugeschichtlich von Bedeutung, ein Gründerzeitbau mit Türmchen und Giebeln | 09265782 |

### Oberspaar
| Bild           | Bezeichnung | Lage                              | Datierung                                                                         | Beschreibung | ID       |
| -------------- | --- | --------------------------------- | --------------------------------------------------------------------------------- | --- | -------- |
|                | Bauernhaus | Alte Spaargasse 3 (Karte)         | 2. Hälfte 19. Jahrhundert                                                         | Sozialgeschichtlich von Bedeutung | 09266170 |
|                | Wohnstallhaus und Einfriedung | Alte Spaargasse 7 (Karte)         | Bezeichnet mit 1749                                                               | Fachwerkbau, teilweise verputzt, Zeugnis bäuerlicher Lebensweise vergangener Zeiten, baugeschichtlich und sozialgeschichtlich von Bedeutung | 09265062 |
|                | Ehemaliges Winzerhaus mit Anbau und Einfriedungsmauer | Boselweg 22 (Karte)               | 2. Viertel 18. Jahrhundert                                                        | Regionalgeschichtlich und baugeschichtlich von Bedeutung, verbretterter Fachwerkbau | 09269091 |
|                | Ehemaliges Weingut (Wohn- und Wirtschaftsgebäude über U-förmigem Grundriss) mit eingeschossigem Anbau zur Straße                                                                                    | Boselweg 28 (Karte)               | Hauptgebäude um 1700                                                              | Regionalgeschichtlich und baugeschichtlich von Bedeutung, verputzter Fachwerkbau | 09269092 |
|                | Einstiges Weingut Dompropstberg, Hauptgebäude und mehrere Nebengebäude, Einfriedungsmauer, Tor, Pavillon und Weinbergshäuschen, Allee an der Zufahrt (Gartendenkmal)                                | Boselweg 30 (Karte)               | 18. Jahrhundert                                                                   | Regionalgeschichtlich und baugeschichtlich von Bedeutung, eines der größten Weingüter auf den Spaarbergen | 09266164 |
|                | Krankenhaus | Boselweg 48 (Karte)               | 1919 (Weinberghaus); 1927 (Krankenhaus)                                           | Ortsgeschichtlich von Bedeutung | 09269197 |
|                | Weinbauernhaus und Scheune | Boselweg 50 (Karte)               | Bezeichnet mit 1862                                                               | Regionalgeschichtlich und baugeschichtlich von Bedeutung, ein Fachwerkbau | 09266364 |
|                | Weingut Alte Deutsche Bosel (ehemals mit Ausschank), das Hauptgebäude mit Sitznischenportal und Seitenflügel, Garten und Einfriedungsmauer mit Toreinfahrt sowie Denkmal mit Widderköpfen im Garten | Boselweg 60a (Karte)              | Um 1600 (Sitznischenportal), spätere An- und Umbau; bezeichnet mit 1753 (Denkmal) | Baugeschichtlich, landschaftsgestaltend, wissenschaftlich, künstlerisch, sozialgeschichtlich und hausgeschichtlich von Bedeutung, eines der ältesten und bedeutendsten Weingüter Meißens                                                                    | 09269093 |
|                | Mietshaus in offener Bebauung | Dresdner Straße 78 (Karte)        | Ende 19. Jahrhundert                                                              | Gründerzeithaus, Kachelfries unterhalb der Dachtraufe, städtebaulich und baugeschichtlich von Bedeutung | 09266242 |
|                | Bauernhaus und Erweiterungsbau sowie Einfriedungsmauer | Dresdner Straße 92 (Karte)        | 1. Hälfte 19. Jahrhundert                                                         | Städtebaulich, sozial- und baugeschichtlich von Bedeutung, Zeugnis bäuerlicher Lebensweise vergangener Zeiten (teilweise Fachwerkbauweise) | 09266172 |
|                | Bauernhaus | Dresdner Straße 95 (Karte)        | Bezeichnet mit 1803                                                               | Städtebaulich und baugeschichtlich von Bedeutung (Obergeschoss teilweise Fachwerk) | 09266240 |
|                | Doppelmietshaus in offener Bebauung | Dresdner Straße 118, 120 (Karte)  | Ende 19. Jahrhundert                                                              | Städtebaulich und baugeschichtlich von Bedeutung, ein Bau des Späthistorismus | 09266233 |
|                | Mietshaus in offener Bebauung | Dresdner Straße 122 (Karte)       | Ende 19. Jahrhundert                                                              | Städtebaulich und baugeschichtlich von Bedeutung, ein Gründerzeithaus | 09266234 |
|                | Weingut, Wohnhaus mit älterem Anbau | Gelegegasse 5, 5a, 5b, 5c (Karte) | Fachwerkhaus um 1800; Neubau Ende 19. Jahrhundert                                 | Baugeschichtlich, wirtschaftsgeschichtlich und sozialgeschichtlich von Bedeutung, Zeugnis bäuerlicher Lebensweise vergangener Zeiten (älterer Anbau ein Fachwerkbau), der gründerzeitliche Wohnbau mit Dachreiter                                           | 09269086 |
|                | Bauernhaus | Jagdsteig 1 (Karte)               | Bezeichnet mit 1833                                                               | Orts-, bau- und sozialgeschichtlich von Bedeutung, Zeugnis bäuerlicher Lebensweise vergangener Zeiten (Fachwerkbau) | 09266177 |
|                | Wohnstallhaus eines Weinbauernhofes | Jagdsteig 2 (Karte)               | Bezeichnet mit 1829                                                               | Zeugnis bäuerlicher Lebensweise vergangener Zeiten, verputzter Fachwerkbau, orts-, bau- und sozialgeschichtlich von Bedeutung | 09266178 |
|                | Weingut mit Wohnhaus (Winzerhaus), Seitengebäude und Einfriedung | Jagdsteig 5 (Karte)               | 1. Hälfte 19. Jahrhundert                                                         | Orts-, bau- und sozialgeschichtlich von Bedeutung, Zeugnis bäuerlicher Lebensweise vergangener Zeiten (verbretterter Fachwerkbau) | 09266179 |
|                | Wohnhaus eines ehemaligen Weingutes, Einfriedungsmauer des Grundstücks | Jagdsteig 14 (Karte)              | Anfang 18. Jahrhundert                                                            | Bau- und ortsgeschichtlich von Bedeutung, Zeugnis des jahrhundertealten Weinbaus in Meißen | 09266122 |
|                | Historische Weinpresse | Jagdsteig 25 (bei) (Karte)        | Um 1750                                                                           | Orts- und technikgeschichtliche Bedeutung, Zeugnis des jahrhundertealten Weinbaus in Meißen | 09300873 |
| Weitere Bilder | Kapitelberg: Weingut mit Haupthaus, zwei Nebengebäuden (darunter Nr. 1a), Hof, Einfriedung und Toreinfahrt                                                                                          | Kapitelholzsteig 1, 1a (Karte)    | Anfang 18. Jahrhundert (vielleicht schon 1674)                                    | Wohl ältestes baulich erhaltenes Weingut der Gegend in Fachwerk, bau- und ortsgeschichtlich sowie landschaftsgestalterisch bedeutend, Anwesen von der anderen Elbseite deutlich erlebbar                                                                    | 09266237 |
|                | Boselberg: Weingut Haag mit Winzerhaus und Seitengebäude, durch einen Zwischenbau (Torhaus) miteinander verbunden                                                                                   | Kapitelholzsteig 3 (Karte)        | Anfang 17. Jahrhundert                                                            | Bau- und ortsgeschichtlich von Bedeutung, landschaftsbildprägendes Zeugnis des jahrhundertealten Weinbaus in Meißen | 09269128 |
|                | Klausenberg: Herrenhaus bzw. Landsitz eines Weingutes (Anlage mit älterem Mittelbau und zwei längeren seitlichen Flügeln), dazu Weinkeller unter dem rückwärtigen freistehenden Bau                 | Klausenweg 10, 10a (Karte)        | Um 1800                                                                           | Als Zeugnis des Weinanbaus im Bereich Meißen ortsgeschichtlich bedeutend, zudem mit seiner gestalterisch augenfälligen Fassade baugeschichtlich und künstlerisch bedeutend                                                                                  | 09266239 |
|                | Ehemaliges Weingut (im Erdgeschoss Pressraum, Treppenhaus mit Ausmalung) | Lückenhübelstraße 20 (Karte)      | im Kern 1662, bezeichnet mit 1661, laut Inschrift ein Jahr später                 | Baugeschichtlich, wissenschaftlich, sozialgeschichtlich und ortsgeschichtlich von Bedeutung, im Kern ein Spätrenaissancebau, das Treppenhaus mit wertvoller Ausmalung, die prägende Umgestaltung im Stil der Neugotik (Tudorstil) ehemals mit Treppengiebel | 09266376 |
|                | Wildhegemeister Glasewalds Erbgericht: Ehemaliges Weingut (mit Winzerstube und Erbgericht, im Erdgeschoss Pressraum)                                                                                | Lückenhübelstraße 33 (Karte)      | 18. Jahrhundert                                                                   | Orts- und baugeschichtlich von Bedeutung, Zeugnis des jahrhundertealten Weinbaus in Meißen | 09266377 |
|                | Weingut mit Wohnstallhaus und Seitengebäude | Oberspaarer Straße 17 (Karte)     | Bezeichnet mit 1808                                                               | Sozialgeschichtlich und baugeschichtlich von Bedeutung (verputzter Fachwerkbau), Zeugnis bäuerlicher Lebensweise vergangener Zeiten im Ortsteil Spaar | 09266174 |
|                | Weingut mit Wohnhaus (Winzerhaus), Seitengebäude und Mauerumfriedung | Oberspaarer Straße 19 (Karte)     | Um 1800                                                                           | Orts-, bau- und sozialgeschichtlich von Bedeutung (Fachwerkbau), Zeugnis bäuerlicher Lebensweise vergangener Zeiten im Ortsteil Spaar | 09266175 |
|                | Gasthaus, historische Weinstube „Bauernhäusl“ | Oberspaarer Straße 20 (Karte)     | Ende 18. Jahrhundert                                                              | Baugeschichtlich und ortsgeschichtlich von Bedeutung, Zeugnis des jahrhundertealten Weinbaus und Weinausschanks in Meißen | 09266173 |
|                | Weingut mit Wohnstallhaus und zwei Seitengebäuden | Oberspaarer Straße 30 (Karte)     | 1. Hälfte 19. Jahrhundert                                                         | Baugeschichtlich und ortsgeschichtlich von Bedeutung, Zeugnis bäuerlicher Lebensweise vergangener Zeiten (Fachwerkbau) | 09266176 |

### Proschwitz
| Bild           | Bezeichnung | Lage                                              | Datierung | Beschreibung | ID       |
| -------------- | --- | ------------------------------------------------- | --- | --- | -------- |
| Weitere Bilder | Wohnhaus mit großem Gartengrundstück (Schechhäusel Proschwitz) | An den Katzenstufen 2 (Karte)                     | Ende 18. Jahrhundert | Ortsgeschichtlich, landschaftsgestaltend und hausgeschichtlich von Bedeutung, weithin sichtbar auf einem Felsen oberhalb der Elbe | 09268074 |
| Weitere Bilder | Sachgesamtheit Schloss Proschwitz | Heiliger Grund 2 (Proschwitzer Straße 11) (Karte) | 18. Jahrhundert | Sachgesamtheit Schloss Proschwitz, mit den Einzeldenkmalen: Schloss mit Nebengebäuden, Schlosspark mit Pavillon und Skulpturen, Denkmal und Brunnen sowie die Einfriedungsmauer mit Haupt- und Seitenportalen (Obj. 09268072) und das vermutliche Pächterhaus der Gutsanlage (Obj. 09300861); geschichtlich, künstlerisch, landschaftsgestaltend von Bedeutung, ortsbildprägend, bedeutende barocke Schloss- und Parkanlage | 09300978 |
| Weitere Bilder | Schlossgebäude (mit Gartensaal/Wintergarten, Freitreppe und Terrasse) mit gegenüberliegendem Dienerhaus/Nebengebäude, Schlosspark mit Gartenhaus und Skulpturen, Denkmal und Brunnen, Einfriedungsmauer mit Haupt- und Seitenportalen sowie Stützmauern (Einzeldenkmale der Sachgesamtheit 09300978) | Heiliger Grund 2 (Karte)                          | Nach 1704 (Schloss); 1789 (Gartenhaus); zwischen 1790 und 1859, zwischen 1859 und 1909 Erweiterung (Schlosspark); 1913 (Kronentor) | Einzeldenkmale der Sachgesamtheit Schloss Proschwitz; geschichtlich, künstlerisch, landschaftsgestaltend von Bedeutung, ortsbildprägend, bedeutende barocke Schloss- und Parkanlage, ansehnliche barocke Schlossanlage mit großzügigem Treppenhaus im Inneren, Gartenhaus 1988 aus dem Rothschönberger Schlossgarten nach Proschwitz transloziert                                                                           | 09268072 |
| Weitere Bilder | Wohnstallhaus (Nr. 12) und Auszugshaus (Nr. 10, mit Kumthalle) eines Bauernhofes, dazu die Reste der Hofmauer | Proschwitzer Straße 10, 12 (Karte)                | Um 1860 | Sozialgeschichtlich und baugeschichtlich von Bedeutung, Zeugnis bäuerlicher Lebensweise vergangener Zeiten, Wohnstallhaus mit Palladio-Fenster im Giebel | 09266465 |
| Weitere Bilder | Ehemaliges Gärtnerwohnhaus der Gutsanlage mit seinem angebauten Nebengebäude (Einzeldenkmal der Sachgesamtheit 09300978) | Proschwitzer Straße 11 (Karte)                    | Portal bezeichnet mit 1868 (Gärtnerwohnung); 1868 (Nebengebäude)                                                                   | Einzeldenkmal der Sachgesamtheit Schloss Proschwitz; baugeschichtlich und ortsgeschichtlich von Bedeutung | 09300861 |

### Rottewitz
| Bild           | Bezeichnung                                                                             | Lage                             | Datierung                                                                     | Beschreibung | ID       |
| -------------- | --------------------------------------------------------------------------------------- | -------------------------------- | ----------------------------------------------------------------------------- | --- | -------- |
| Weitere Bilder | Wohnstallhaus, Seitengebäude, Scheune, Bauerngarten und Einfriedung eines Dreiseithofes | Rottewitzer Straße 2 (Karte)     | 1820er Jahre (Wohnstallhaus und Seitengebäude); bezeichnet mit 1898 (Scheune) | Markantes ländliches Anwesen aus der ersten Hälfte des 19. Jahrhunderts im Ortsteil Rottewitz, Anlage sozial-, bau- und siedlungsgeschichtlich bedeutend, auf Grund ihrer Geschlossenheit von besonderem denkmalpflegerischen Belang | 09268076 |
| Weitere Bilder | Wohnstallhaus eines Bauernhofes                                                         | Rottewitzer Straße 4 (Karte)     | Bezeichnet mit 1824                                                           | Baugeschichtlich von Bedeutung, ein Fachwerkbau, Zeugnis bäuerlicher Lebensweise vergangener Zeiten im Ortsteil Rottewitz | 09300905 |
| Weitere Bilder | Herrenhaus, Verbindungsbau und Scheune des Rittergutes                                  | Rottewitzer Straße 5, 5b (Karte) | Bezeichnet mit 1852, älterer Kern                                             | Künstlerisch, baugeschichtlich, ortsgeschichtlich und landschaftsgestaltend von Bedeutung, weithin sichtbares Gehöft von monumentaler Wirkung im Ortsteil Rottewitz                                                                  | 09268075 |

### Winkwitz
| Bild           | Bezeichnung                                | Lage                         | Datierung           | Beschreibung | ID       |
| -------------- | ------------------------------------------ | ---------------------------- | ------------------- | --- | -------- |
| Weitere Bilder | Wohnstallhaus eines Bauernhofs             | Winkwitzer Straße 9 (Karte)  | Bezeichnet mit 1793 | Baugeschichtlich von Bedeutung (teilweise ein Fachwerkbau), Zeugnis bäuerlicher Lebensweise vergangener Zeiten im Ortsteil Winkwitz                                                                          | 09300903 |
| Weitere Bilder | Wohnstallhaus und Scheune eines Bauernhofs | Winkwitzer Straße 12 (Karte) | Bezeichnet mit 1722 | Baugeschichtlich von Bedeutung (verputzter Fachwerkbau), Zeugnis bäuerlicher Lebensweise vergangener Zeiten im Ortsteil Winkwitz, hervorgehobenes Eingangsportal. Wohnstallhaus ruinös (Stand: Januar 2020). | 09300904 |

### Zaschendorf
| Bild                                    | Bezeichnung                                                                                            | Lage                                             | Datierung | Beschreibung | ID       |
| --------------------------------------- | --- | ------------------------------------------------ | --- | --- | -------- |
| Direkt Bild zu diesem Denkmal hochladen | Wohnstallhaus, Stallgebäude und Torpfeiler mit Vasen eines Vierseithofes                               | Altzaschendorf 12 (Karte)                        | Bezeichnet mit 1802 (Wohnstallhaus); Ende 19. Jahrhundert (Seitengebäude und Toreinfahrt)                                        | Baugeschichtlich, sozialgeschichtlich und städtebaulich von Bedeutung, Zeugnis bäuerlicher Lebensweise vergangener Zeiten, Wohnstallhaus verputzter Fachwerkbau                                | 09266145 |
| Direkt Bild zu diesem Denkmal hochladen | Wohnstallhaus, Stallgebäude und Einfriedung eines Bauernhofes                                          | Altzaschendorf 17 (Karte)                        | Bezeichnet mit 1831 (Wohnstallhaus); Mitte 19. Jahrhundert (Seitengebäude); Ende 19. Jahrhundert (Einfriedung)                   | Fachwerkbau, sozialgeschichtlich und baugeschichtlich von Bedeutung | 09266147 |
| Weitere Bilder                          | Kirche (Apostelamt Jesu Christi) und Einfriedung des Grundstückes                                      | Heinrich-Heine-Straße 8b (Karte)                 | Ende 19. Jahrhundert | Städtebaulich, künstlerisch und baugeschichtlich von Bedeutung, ein späthistoristischer Bau mit Anklängen an die Backsteingotik                                                                | 09266165 |
| Weitere Bilder                          | Doppelmietshaus                                                                                        | Heinrich-Heine-Straße 14, 16 (Karte)             | Um 1905 | Baugeschichtlich von Bedeutung, schlichter gründerzeitlicher Putzbau mit Klinkergliederung | 09266156 |
| Weitere Bilder                          | Vier Kasernengebäude mit Einfriedung                                                                   | Heinrich-Heine-Straße 23a, 23b, 23c, 23d (Karte) | 1912–1914 | Militärhistorisch, ortshistorisch, künstlerisch und baugeschichtlich von Bedeutung, aufwendig gestaltete Bauten im Reformstil nach 1900. Sitz des Finanzamtes Meißen.                          | 09266144 |
| Weitere Bilder                          | Villa mit parkähnlichem Garten                                                                         | Heinrich-Heine-Straße 26 (Karte)                 | Nach 1900 | Künstlerisch, baugeschichtlich und ortsgeschichtlich von Bedeutung, ein Bau des Späthistorismus, mit Fachwerkelementen                                                                         | 09266160 |
| Weitere Bilder                          | Villa mit Einfriedung                                                                                  | Heinrich-Heine-Straße 38 (Karte)                 | Nach 1900 | Städtebaulich und baugeschichtlich von Bedeutung, ein Bau im Landhausstil (Holzveranda, Fachwerkgiebel)                                                                                        | 09266139 |
| Weitere Bilder                          | Villa mit Einfriedung                                                                                  | Heinrich-Heine-Straße 40 (Karte)                 | Nach 1900 | Städtebaulich und baugeschichtlich von Bedeutung, ein Bau im Landhausstil (Holzveranda, Fachwerkgiebel)                                                                                        | 09266140 |
| Weitere Bilder                          | Villa mit Einfriedung                                                                                  | Heinrich-Heine-Straße 42 (Karte)                 | Nach 1900 | Städtebaulich und baugeschichtlich von Bedeutung, ein Bau im Landhausstil (Holzveranda, Fachwerkgiebel)                                                                                        | 09266141 |
| Weitere Bilder                          | Villa mit Einfriedung                                                                                  | Heinrich-Heine-Straße 44 (Karte)                 | Nach 1900 | Städtebaulich und baugeschichtlich von Bedeutung, ein Bau im Landhausstil (Holzveranda, Fachwerkgiebel)                                                                                        | 09266142 |
| Weitere Bilder                          | Villa mit Einfriedung                                                                                  | Heinrich-Heine-Straße 46 (Karte)                 | Nach 1900 | Städtebaulich und baugeschichtlich von Bedeutung, ein Bau im Landhausstil (Holzveranda, Fachwerkgiebel)                                                                                        | 09266143 |
| Weitere Bilder                          | Gasthof „Jägerhof“                                                                                     | Heinrich-Heine-Straße 47 (Karte)                 | Ende 18. Jahrhundert | Bau- und ortsgeschichtlich von Bedeutung | 09266153 |
| Weitere Bilder                          | Alte Schmiede                                                                                          | Heinrich-Heine-Straße 52 (Karte)                 | Bezeichnet mit 1759 | Bau- und ortsgeschichtlich von Bedeutung | 09266152 |
| Weitere Bilder                          | Villa mit Einfriedung und parkähnlichem Garten                                                         | Max-Kamprath-Straße 5 (Karte)                    | 1900 | Baugeschichtlich von Bedeutung, Villa der Gründerzeit im Schweizerstil | 09266155 |
| Weitere Bilder                          | Mietvilla mit Einfriedung                                                                              | Max-Kamprath-Straße 19 (Karte)                   | Nach 1900 | Baugeschichtlich von Bedeutung, eine Gründerzeitvilla mit Fachwerkturm und zweigeschossiger Holzveranda                                                                                        | 09266281 |
| Direkt Bild zu diesem Denkmal hochladen | Dreiseithof mit Wohnstallhaus, Scheune, Seitengebäude und Torpfeiler                                   | Neuzaschendorf 1 (Karte)                         | Um 1770 (Wohnstallhaus); bezeichnet mit 1849 (Seitengebäude); 1863 (Scheune)                                                     | Sozial- und baugeschichtlich von Bedeutung, Zeugnis bäuerlicher Lebens- und Arbeitsweise vergangener Zeiten                                                                                    | 09266151 |
| Direkt Bild zu diesem Denkmal hochladen | Bauernhaus und Scheune eines Dreiseithofes                                                             | Neuzaschendorf 5 (Karte)                         | Bezeichnet mit 1849 | Charakteristische ländliche Bauten aus der Mitte des 19. Jahrhunderts, sozial- und baugeschichtlich von Bedeutung, zudem Teil eines trotz mancher Veränderungen immer noch markanten Dorfkerns | 09300380 |
| Direkt Bild zu diesem Denkmal hochladen | Dreiseithof mit Wohnstallhaus, Seitengebäude und Torpfeilern                                           | Neuzaschendorf 9 (Karte)                         | Ehemals bezeichnet mit 1764 (Sockelstein an der Scheune); bezeichnet mit 1858 (Seitengebäude); bezeichnet mit 1860 (Toreinfahrt) | Sozial- und baugeschichtlich von Bedeutung, Wohnstallhaus Fachwerkbau, das massive Seitengebäude mit Kumthalle                                                                                 | 09266149 |
| Direkt Bild zu diesem Denkmal hochladen | Bauernhaus mit seitlich angebautem Wirtschaftsteil                                                     | Neuzaschendorf 10 (Karte)                        | Um 1700, spätere Erweiterungen                                                                                                   | Sozial- und baugeschichtlich von Bedeutung, ein Fachwerkbau | 09266150 |
| Direkt Bild zu diesem Denkmal hochladen | Dreiseithof mit Wohnstallhaus, Scheune, Seitengebäude, Toreinfahrt und einzeln stehendem Auszüglerhaus | Neuzaschendorf 11, 11a (Karte)                   | Bezeichnet mit 1741 und bezeichnet mit 1892 (Dreiseithof); 1741 (Auszugshaus); 1892 (Wohnstallhaus, Seitengebäude und Scheune)   | Zeugnis bäuerlicher Lebens- und Arbeitsweise vergangener Zeiten, das Auszüglerhaus in Fachwerkbauweise, sozialgeschichtlich und baugeschichtlich von Bedeutung                                 | 09266148 |
| Weitere Bilder                          | Wohnhaus mit Einfriedung                                                                               | Schanzenstraße 3 (Karte)                         | 1938 | Baugeschichtlich von Bedeutung, ein Holzhaus im Heimatstil | 09266159 |

### Zscheila
| Bild                                    | Bezeichnung | Lage                                    | Datierung | Beschreibung | ID       |
| --------------------------------------- | --- | --------------------------------------- | --- | --- | -------- |
| Weitere Bilder                          | Sachgesamtheit Trinitatiskirche mit Kirchhof | An der Trinitatiskirche (Karte)         | Chor Mitte 13. Jahrhundert; Langhaus Anfang 16. Jahrhundert; um 1655 (Altaraufbau); wohl 1667 (Kanzel); 1860 (Taufstein) | Sachgesamtheit Trinitatiskirche mit Kirchhof, mit den Einzeldenkmalen: Kirche (ehemalige Stiftskirche St. Georg), 19 Grabmale sowie Kriegerdenkmal für die Gefallenen des Ersten Weltkrieges (Obj. 09265173) und folgenden Sachgesamtheitsteilen: Feierhalle und Einfriedungsmauer; städtebaulich, landschaftsgestaltend, baugeschichtlich und künstlerisch von Bedeutung                        | 09300878 |
| Weitere Bilder                          | Kirche von Meißen-Zscheila (ehemalige Stiftskirche St. Georg), 19 Grabmale und Kriegerdenkmal für die Gefallenen des Ersten Weltkrieges (Einzeldenkmale zu Sachgesamtheit 09300878)                           | An der Trinitatiskirche (Karte)         | Chor Mitte 13. Jahrhundert; Langhaus Anfang 16. Jahrhundert; um 1655 (Altaraufbau); wohl 1667 (Kanzel); 1860 (Taufstein) | Einzeldenkmale der Sachgesamtheit Trinitatiskirche mit Kirchhof; städtebaulich, landschaftsgestaltend, baugeschichtlich und künstlerisch von Bedeutung, gotischer Kirchenbau mit Renaissance-Elementen | 09265173 |
| Direkt Bild zu diesem Denkmal hochladen | Wohnhaus | An der Trinitatiskirche 1 (Karte)       | 1. Hälfte 19. Jahrhundert                                                                                                | Baugeschichtlich und sozialgeschichtlich von Bedeutung, ländliches Wohnhaus in Art eines Bauernhauses, verputztes Fachwerk-Obergeschoss | 09265597 |
| Direkt Bild zu diesem Denkmal hochladen | Vier Gebäude und freistehende eingehauste Presse eines ehemaligen Weingutes, heute Weingaststätte (Probierstube St. Benno mit Weinverkauf der Sächsischen Winzergenossenschaft) und rückwärtiges Lagergebäude | Bennoweg 8, 9 (Karte)                   | Bezeichnet mit 1746 (Weingut); bezeichnet mit 1777 (Weinpresse); bezeichnet mit 1956 (Lagerhaus)                         | Anlage bau- und ortsgeschichtlich bedeutend, charakteristisches Beispiel der Architektur des 18. und 19. Jahrhunderts sowie der 1950er Jahre, durch hervorgehobene Platzierung auf einem Felsmassiv auch städtebaulich von Belang. | 09265200 |
| Direkt Bild zu diesem Denkmal hochladen | Mehrfamilienhaus (mit zwei Eingängen) mit Einfriedung | Gabelsbergerstraße 12, 14 (Karte)       | Bezeichnet mit 1925 | Baugeschichtlich von Bedeutung, Anklänge an den Art-Déco-Stil | 09265207 |
| Direkt Bild zu diesem Denkmal hochladen | Mietshaus in offener Bebauung (in Art eines Doppelhauses) | Heinrich-Freitäger-Straße 1 (Karte)     | 1898 | Baugeschichtlich von Bedeutung, ein Gründerzeithaus | 09265172 |
| Direkt Bild zu diesem Denkmal hochladen | Mietshaus in offener Bebauung (in Art eines Eckhauses ausgebildet) | Heinrich-Freitäger-Straße 4 (Karte)     | Ende 19. Jahrhundert | Städtebaulich und baugeschichtlich von Bedeutung, ein Gründerzeithaus | 09266280 |
| Direkt Bild zu diesem Denkmal hochladen | Mietshaus in offener Bebauung (in Art eines Eckhauses ausgebildet) | Heinrich-Freitäger-Straße 5 (Karte)     | Bezeichnet mit 1906 | Baugeschichtlich von Bedeutung, ein Gründerzeithaus mit Jugendstilelementen | 09266279 |
| Direkt Bild zu diesem Denkmal hochladen | Mietvilla | Heinrich-Freitäger-Straße 10 (Karte)    | 1902 | Baugeschichtlich von Bedeutung, ein Gründerzeitbau mit fassadenprägendem hölzernen Verandenvorbau | 09265169 |
| Direkt Bild zu diesem Denkmal hochladen | Bauernhof mit allen auf dem Grundstück befindlichen Gebäuden (bauliche Einheit mit Zscheilberg 1), mit Bruchsteinmauer                                                                                        | Joachimstal 14 (Zscheilberg 1) (Karte)  | Bezeichnet mit 1613 | Sozial- und baugeschichtlich von Bedeutung, ein altes Weinbauerngut | 09265166 |
| Direkt Bild zu diesem Denkmal hochladen | Mietshaus in geschlossener Bebauung | Karlstraße 2 (Karte)                    | Um 1900 | Städtebaulich und baugeschichtlich von Bedeutung, ein Gründerzeithaus (mehrfarbige Klinkerfassade), mit Ladeneinbau | 09265194 |
| Direkt Bild zu diesem Denkmal hochladen | Wohnhaus mit Seitenflügel eines Weinbauernhofes, sowie separat liegender Weinkeller am Berghang (mit Inschrifttafel von 1689 an den Seitenwänden des Vorkellers)                                              | Mannfeldstraße 2 (Karte)                | Bezeichnet mit 1689 (Weinkeller); bezeichnet mit 1793 (Bauernhaus)                                                       | Sozialgeschichtlich und baugeschichtlich von Bedeutung, ortsbildprägendes Weinbauerngut nahe der Trinitatiskirche im Ortsteil Zscheila, hervorgehobenes Eingangsportal am Haus | 09265201 |
| Direkt Bild zu diesem Denkmal hochladen | Mietshaus in halboffener Bebauung und Ecklage | Niederauer Straße 15 (Karte)            | Bezeichnet mit 1901 | Städtebaulich und baugeschichtlich von Bedeutung, ein Gründerzeithaus mit mehrfarbiger Klinkerfassade und Laden | 09265035 |
| Weitere Bilder                          | Hofanlage mit Wohnhaus einschließlich Turmanbau (möglicherweise Reste des alten Burgwarts), Wohnstallhaus, Seitengebäude und Scheune                                                                          | Pfarrgasse 1, 1a, 1b (Karte)            | 15. Jahrhundert (Wohnhaus); um 1800 (Scheune); bezeichnet mit 1848 (Wohnstallhaus)                                       | Weithin sichtbares Turmgebäude mit Substanz aus der Gotik, im 18. und 19. Jahrhundert überformt, Fachwerk im Obergeschoss, eines der bau- und ortsgeschichtlich bedeutsamsten Gebäude des Ortsteils Zscheila, dazugehöriger Vierseithof in sich geschlossene, charakteristische Anlage aus der Mitte des 19. Jahrhunderts (Scheune wohl um 1800), orts-, sozial- und baugeschichtlich von Belang | 09265205 |
| Weitere Bilder                          | Wohnhaus, Toranlage und Hofeinfriedung eines Gehöftes | Pfarrgasse 3a (Karte)                   | | Bau-, orts- und sozialgeschichtlich bedeutend, wohl ehemalige Bauernwinzerei | 09265204 |
| Weitere Bilder                          | Ehemaliges Schulgebäude mit Mauereinfriedung, Torpfeilern, Treppenaufgang vom Garten und rückwärtigem kleinem Fachwerkanbau                                                                                   | Pfarrgasse 4 (Karte)                    | Bezeichnet mit 1878 | Gebäude im historistischen Stil, Eingang gestalterisch hervorgehoben, ortshistorisch bedeutend | 09265203 |
| Weitere Bilder                          | Pfarrhaus der Trinitatiskirchgemeinde, mit Einfriedung des Pfarrgartens | Pfarrgasse 5 (Karte)                    | 1853 (laut Gurlitt) | Schlichter Bau mit betontem Eingang und Freitreppe, ortshistorisch bedeutend | 09265202 |
| Weitere Bilder                          | Sowjetisches Ehrenmal und Soldatenfriedhof | Trinitatiskirchweg (Karte)              | 1946 | Anlage aus erhöhtem und über eine Treppe erreichbarem Denkmal mit großem Stern sowie weitläufiger Wiese mit Grabsteinen, Begräbnisort von 463 Kriegstoten aus der UdSSR, geschichtlich von Bedeutung | 09300946 |
| Direkt Bild zu diesem Denkmal hochladen | Doppelhaus einer Wohnanlage mit Einfriedung | Werdermannstraße 8, 9 (Karte)           | Nach 1910 | Städtebaulich und baugeschichtlich von Bedeutung, Bauten im Heimatstil | 09265186 |
| Direkt Bild zu diesem Denkmal hochladen | Reihenhaus einer Wohnanlage mit Einfriedung | Werdermannstraße 10, 11, 12, 13 (Karte) | Nach 1910 | Städtebaulich und baugeschichtlich von Bedeutung, Bauten im Heimatstil | 09265181 |
| Direkt Bild zu diesem Denkmal hochladen | Doppelhaus einer Wohnanlage mit Einfriedung | Werdermannstraße 14, 15 (Karte)         | Nach 1910 | Städtebaulich und baugeschichtlich von Bedeutung, Bauten im Heimatstil | 09265179 |
| Direkt Bild zu diesem Denkmal hochladen | Doppelwohnhaus mit Einfriedung | Werdermannstraße 18, 19 (Karte)         | Nach 1910 | Städtebaulich und baugeschichtlich von Bedeutung, Fassade mit Art- déco-Anklängen | 09265605 |
| Direkt Bild zu diesem Denkmal hochladen | Villa mit Hinterhaus | Werdermannstraße 20 (Karte)             | Nach 1910 | Städtebaulich und baugeschichtlich von Bedeutung, Fassade mit Art-déco-Anklängen | 09265177 |
| Direkt Bild zu diesem Denkmal hochladen | Gemeindehaus der Trinitatis-Kirche | Werdermannstraße 25 (Karte)             | 1914 | Städtebaulich und baugeschichtlich von Bedeutung, ein Bau im Heimatstil | 09265174 |
| Direkt Bild zu diesem Denkmal hochladen | Bauernhof mit allen auf dem Grundstück befindlichen Gebäuden (bauliche Einheit mit Zscheilberg 1), mit Bruchsteinmauer                                                                                        | Zscheilberg 1 (Joachimstal 14) (Karte)  | Bezeichnet mit 1613 | Sozial- und baugeschichtlich von Bedeutung, ein altes Weinbauerngut | 09265166 |

## Tabellenlegende
- Bild: Bild des Kulturdenkmals, ggf. zusätzlich mit einem Link zu weiteren Fotos des Kulturdenkmals im Medienarchiv Wikimedia Commons. Wenn man auf das Kamerasymbol klickt, können Fotos zu Kulturdenkmalen aus dieser Liste hochgeladen werden:
- Bezeichnung: Denkmalgeschützte Objekte und ggf. Bauwerksname des Kulturdenkmals
- Lage: Straßenname und Hausnummer oder Flurstücknummer des Kulturdenkmals. Die Grundsortierung der Liste erfolgt nach dieser Adresse. Der Link (Karte) führt zu verschiedenen Kartendiensten mit der Position des Kulturdenkmals. Fehlt dieser Link, wurden die Koordinaten noch nicht eingetragen. Sind diese bekannt, können sie über ein Tool mit einer Kartenansicht einfach nachgetragen werden. In dieser Kartenansicht sind Kulturdenkmale ohne Koordinaten mit einem roten bzw. orangen Marker dargestellt und können durch Verschieben auf die richtige Position in der Karte mit Koordinaten versehen werden. Kulturdenkmale ohne Bild sind an einem blauen bzw. roten Marker erkennbar.
- Datierung: Baubeginn, Fertigstellung, Datum der Erstnennung oder grobe zeitliche Einordnung entsprechend des Eintrags in der sächsischen Denkmaldatenbank
- Beschreibung: Kurzcharakteristik des Kulturdenkmals entsprechend des Eintrags in der sächsischen Denkmaldatenbank, ggf. ergänzt durch die dort nur selten veröffentlichten Erfassungstexte oder zusätzliche Informationen
- ID: Vom Landesamt für Denkmalpflege Sachsen vergebene, das Kulturdenkmal eindeutig identifizierende Objekt-Nummer. Der Link führt zum PDF-Denkmaldokument des Landesamtes für Denkmalpflege Sachsen. Bei ehemaligen Kulturdenkmalen können die Objektnummern unbekannt sein und deshalb fehlen bzw. die Links von aus der Datenbank entfernten Objektnummern ins Leere führen. Ein ggf. vorhandenes Icon  führt zu den Angaben des Kulturdenkmals bei Wikidata.